# Cour suprême de cassation (Italie)
Pour les autres articles nationaux ou selon les autres juridictions, voir Cour de cassation.
En Italie, la Cour suprême de cassation (en italien : corte suprema di cassazione) est l'instance finale judiciaire italienne qui siège dans le palais de justice dit Palazzaccio à Rome située dans le rione de Prati.

## Historique
Bien qu'elle soit issue du droit romain, la création de la cour de cassation en Italie est le résultat de la Révolution française et des travaux de Montesquieu sur la séparation des pouvoirs et de Rousseau qui aboutirent en France à la création de la Cour de cassation française dont le modèle fut ensuite introduit en Italie lors des conquêtes de Napoléon Bonaparte au début du XIXe siècle.
En fait, durant le processus d'unification de l'Italie, les quatre cours de cassation qui existaient alors (à Florence, à Naples, à Palerme et à Turin) furent conservées par le Code civil italien de 1865. Après l'annexion des États pontificaux en 1870, la loi du 12 septembre 1875 créa deux sections de la Cour de cassation à Rome avec compétence exclusive sur tout le royaume dans certaines matières. Par la suite, la loi du 6 décembre 1888 supprima la section pénale des quatre autres cours de cassation en instituant deux sections pénales à la Cour de Rome. En outre, en matière civile, tous les pourvois à examiner en sections réunies furent déférées désormais à la Cour de Rome. Finalement, après l'arrivée au pouvoir de Mussolini en 1922, la loi Oviglio de 1923 supprima les quatre cours de cassation régionales et institua une cour de cassation unique à Rome.
Après avoir pris différentes formes, l'organisation et les fonctions de l'actuelle Cour suprême de cassation furent promulguées par l'article 65 du décret no 12 du 30 janvier 1941 selon lequel :

« La Cour suprême de cassation assure l'exacte observation et l'interprétation uniforme de la loi, l'unité du droit objectif national, le respect des limites des diverses juridictions, règle les conflits de compétence et d'attribution et prend en charge les autres taches qui lui sont conférées par la loi. »

Selon l'article 111 de la Constitution, toute personne peut former un pourvoi devant la Cour de cassation contre une décision de l'autorité judiciaire définitive en matière civile ou pénale ou bien contre une limitation des libertés individuelles.

## Fonctions judiciaires
Composée d'un premier président et d'un président adjoint, de présidents de section et de conseillers, la Cour de cassation est un organe collégial. Elle est divisée en dix sections, quatre civiles et six pénales, outre des sections réunies (civiles ou pénales). Elle statue en général en sections simples, composées de cinq membres. Parmi les sections civiles, figure une section spécialisée en droit du travail depuis une loi de 1973.
Pour les pourvois relatifs à des questions complexes ou à des conflits de juridiction, ainsi qu’aux conflits d’attribution et dans les questions particulièrement importantes, c'est-à-dire tranchées autrement qu’en section simple, la Cour statue en sections réunies. Les sections réunies sont présidées par le Premier président ou à sa place par le président adjoint, ou en l'absence de ce dernier, par un président de section désigné par le Premier président. Elles comptent en outre huit conseillers, appartenant aux différentes sections civiles (en général à raison de deux par section), soit neuf membres au total.
La Cour de Cassation est également compétente pour les attributions de juridiction (à savoir indiquer, lorsque surgit un conflit entre tribunaux, le juge ordinaire ou spécial, italien ou étranger, qui a le pouvoir de connaître de l'affaire) et de compétence (c'est-à-dire en cas de conflit entre deux juges du fond).
Elle a aussi des fonctions non juridictionnelles en matière d'élections législatives et de référendum populaire sur l'abrogation de lois.
Depuis 1981, les pourvois en cassation ne sont plus attribués au Tribunal suprême militaire, mais à la Cour de cassation. 

## Liste des dirigeants
| Identité                             | Période        | Période         | Durée                     |
| Identité                             | Début          | Fin             | Durée                     |
| ------------------------------------ | -------------- | --------------- | ------------------------- |
| Giovanni Mammone (d) (né en 1950)    | 4 janvier 2018 | 19 juillet 2020 | 2 ans, 6 mois et 15 jours |
| Margherita Cassano (d) (née en 1955) | 6 mars 2023    |                 |                           |